# Papa Moll
Papa Moll ist eine Comicserie, die 1952 von Edith Oppenheim-Jonas im Auftrag von Pro Juventute entworfen wurde. Der schweizerische Comic war als Alternative zu den vielen ausländischen Comics gedacht. Edith Oppenheim-Jonas starb 2001 im Alter von 93 Jahren. Im SRF erzählte sie, dass ihre eigene Familie sie zu den Papa-Moll-Geschichten inspiriert hatte.
Zuerst erschienen einzelne Geschichten im Kindermagazin Junior. Seit 1975 erscheinen die Bücher im Globi-Verlag in Zürich. Bis Herbst 2022 gab es 35 Papa-Moll-Klassik-Bände.

## Inhalt
Papa Moll ist ein Familienvater mit fünf Haaren und zumeist Krawatte und Sakko. Zusammen mit Mama Moll hat er drei Kinder: Willy, Fritz und Evi. Die sechste Figur ist Tschips, ein Dackel. Manchmal ist eine Katze beteiligt.
Moll ist ein charmanter, tollpatschiger, liebenswürdiger Vater und Ehemann. Durch seine Art geraten er und seine Familie in vielfältige Abenteuer und Geschichten. Mama Moll und auch die Kinder müssen Moll oft zur Seite stehen. Sie erleben aber auch viele lustige Dinge zusammen.

## Autoren und Ausgaben
Die Bände 1 bis 8 wurden von Edith Oppenheim-Jonas, der Erfinderin von Papa Moll, gezeichnet. Die Ausgaben 8, 9, 13 und 15 illustrierte Peter Heinzer, Band 11 gestalteten Rachela Oppenheim, Roy Oppenheim und Peter Krisp, die Bände 10, 12, 14 und 17 bis 20 wurden von Corinne Schroff und Raphael Volery geschrieben und illustriert. Die Verse dazu stammen von Rachela Oppenheim, Guido Strebel und Jürg Lendenmann. Für die neuesten Ausgaben sind Jürg Lendenmann und Caspar Frei bzw. Rolf Meier verantwortlich.
Übersetzungen auf Französisch wurden versucht, jedoch wurde aufgrund der Übersetzungsschwierigkeiten auf eine Herausgabe verzichtet. Im Jahr 2012 wurden sämtliche Bücher auf Chinesisch herausgegeben.

## Beziehung zu „Vater und Sohn“ von e. o. plauen

Vater und Sohn, von e. o. plauen

Die Ähnlichkeit der Papa-Moll-Geschichten mit den zu ihrer Zeit in Deutschland äusserst populären Bildergeschichten Vater und Sohn von Erich Ohser (alias e. o. plauen), die zuerst von 1934 bis 1937 in der Berliner Illustrirten Zeitung und später gesammelt in Buchform erschienen, ist unübersehbar. Die äussere Erscheinung von Papa Moll folgt der Vorlage, ebenso ist das Grössenverhältnis zu seinen Kindern das gleiche.
Die Südverlag GmbH, die bis zum Ablauf der Urheberrechte im Jahr 2014 die Rechte an „Vater und Sohn“ hatte, verlautbarte:

„Wir betrachten ‹Papa Moll› als Plagiat (...) Der zeitliche Ablauf und die Ähnlichkeit belegen es.“

Der Plagiatsvorwurf wurde vom Südverlag bereits 1978 geäussert, aber juristisch nie bestätigt. Das Eidgenössische Institut für Geistiges Eigentum entkräftete 1996 den Plagiatsvorwurf. Zum Vorwurf schreibt Hannes Schmid in seiner Biographie über Edith Oppenheim-Jonas: 

„Die Moll-Erfolgsgeschichte ging sehr schnell über die Schweizer Grenzen hinaus und dauert bis heute an. Natürlich gab es auch die Neider. So war Ejo einmal dem Vorwurf eines Leserbriefschreibers ausgesetzt, Papa Moll sei ein Plagiat der Bildgeschichten Vater und Sohn des Zeichners e. o. plauen. Eine gewisse zeichnerische Ähnlichkeit war für kritische Gemüter wohl da, von Plagiat konnte allerdings keine Rede sein, zu sehr unterschieden sich die Charaktere der Figuren. Plauens Vater-und-Sohn-Geschichten richteten sich auch eindeutig stärker an Erwachsene als an Kinder. Die Diskussion brach bald ab, weil die Vorwürfe unhaltbar waren.“

## Hörspiel
Einige der Papa-Moll-Bücher existieren auch als Hörspiele auf CD und MC. Ursprünglich sprach Werner von Aesch den Papa Moll.
Kamil Krejčí hat Bücher hörspielgerecht umgeschrieben, inszeniert und spricht den Papa Moll. Weitere Rollen verkörpern Brigitte Schmidlin (Mama Moll), Beat Gärtner (Tschips, sowie sämtliche Tiere und Gastrollen), Gabriela Leutwiler (Evi Moll), Ralph Vogt/Reto Mosimann/Peter Hottinger (Fritz Moll) und Peter Steiner (Willy Moll). Die Musik zu den Hörspielen komponierte Alexius Tschallener.

## Kinofilm
Nach einigen erfolglosen Anläufen wurde die Papa-Moll-Geschichte im Sommer 2016 als Kino-Spielfilm verfilmt. Basierend auf der Vorlage wurde eine vollständige Kinohandlung entwickelt und die Geschichte um weitere Charaktere erweitert: Papa Moll arbeitet in einer Schokoladenfabrik und sein ehrgeiziger Chef (Herr Stuss) macht mit seinen Kindern Johnny und Jackie der Familie Moll das Leben schwer. Die Titelrolle wird vom in Berlin lebenden Schweizer Schauspieler Stefan Kurt gespielt. In weiteren Rollen: Isabella Schmid (Mama Moll), Luna Paiano (Evi), Maxwell Mare (Fritz), Yven Hess (Willy), sowie Martin Rapold (Herr Stuss), Lou Vogel (Jackie) und Livius Müller (Sohn von Hanspeter Müller-Drossaart) (Johnny). Gedreht wurde in der Region Bad Zurzach sowie in Baden und Strengelbach, die Innenaufnahmen wurden in Deutschland (Studioaufnahmen in Köln und Fabrikaufnahmen in Görlitz) realisiert. Regie führte Manuel Flurin Hendry und produziert wurde der Film von Zodiac Pictures. Die Premiere fand am 2. Dezember 2017 in Baden statt, der Schweizer Kinostart war am 21. Dezember 2017.